# Chiesa di Nostra Signora di Todorache
La chiesa di Nostra Signora di Todorache è una chiesa campestre situata in territorio di Mores, centro abitato della Sardegna nord-occidentale. Consacrata al culto cattolico, fa parte della parrocchia di Santa Caterina, arcidiocesi di Sassari.

Chiesa già esistente nel XV secolo era la parrocchiale della villa di Todorache, paese medievale ormai scomparso appartenente al giudicato di Torres.